# Ковшевка
Ковшевка — река в России, протекает в Головинском сельском поселении Угличского района Ярославской области. Устье реки находится в 8,8 км по левому берегу реки Пукша от её устья. Длина реки составляет 11 км.
Крупнейший приток — Фуртовка (слева).
Сельские населённые пункты около реки: Плоски, Ковшово, Желтино, Поярки; устье находится напротив деревни Горки Каменские.

## Данные водного реестра
По данным государственного водного реестра России относится к Верхневолжскому бассейновому округу, водохозяйственный участок реки — Волга от Иваньковского гидроузла до Угличского гидроузла (Угличское водохранилище), речной подбассейн реки — бассейны притоков (Верхней) Волги до Рыбинского водохранилища. Речной бассейн реки — (Верхняя) Волга до Куйбышевского водохранилища (без бассейна Оки).
Код объекта в государственном водном реестре — 08010100812110000004377.